# Autoroute A1 (Roumanie)

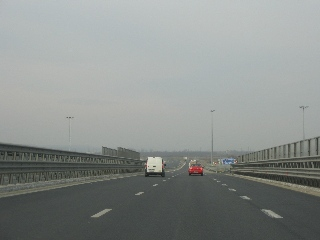
L'autoroute A1, non loin de Pitești

Pour les articles homonymes, voir Autoroute A1 et Autoroute de l'Ouest.
L'autoroute A1 (en roumain : Autostrada A1), d'une longueur de 576 km, doit relier Bucarest à Nădlac. Il s'agit de la première liaison autoroutière directe entre la Roumanie et l'étranger. L'autoroute A1 se termine à la frontière hongroise, au raccordement avec l'autoroute hongroise M43 (hu). Elle est aussi appelée l'Autoroute de l'Ouest (en roumain : Autostrada Vestului). 
Début 2019, l'autoroute est ouverte au trafic sur 443,7 km et en construction sur 132 km.        
Après la finalisation des tronçons de la section Deva - Lugoj en mai 2016, la section Pitești - Sibiu (env. 120 km) constituera le dernier maillon manquant de cet axe essentiel du réseau autoroutier roumain. L'autoroute entre Pitești et Sibiu fait actuellement l'objet d'une nouvelle étude de faisabilité. En effet, le projet nécessitera la construction de nombreux ouvrages d'art sur une vingtaine de kilomètres pour franchir les Carpates méridionales. Son coût demeure controversé en raison de l'ampleur inédite des travaux.

## Histoire
Le tronçon Bucarest - Pitești, long de 95,9 km, a été la première autoroute construite en Roumanie (de 1968 à 1973).
- 2007 : ouverture de l'autoroute de contournement de Pitești (13,6 km)
- 2010 : ouverture de l'autoroute de contournement de Sibiu (17,2 km)
- 2011 : ouverture de la section Timișoara - Arad (44,6 km)
- 2012 - 2013 : ouverture de la section Orăștie - Deva (32,5 km)
- 2013 - 2014 : ouverture de la section Sibiu - Orăștie (82,1 km)
- 2014 - 2015 : ouverture de la section Arad - Nădlac (38,9 km)

## Chantiers
Les principaux chantiers se concentrent à présent sur la section Deva - Lugoj et les tronçons manquants près de Lugoj et d'Arad.
L'aménagement d'écoducs est prévue au-dessus de l'autoroute entre Deva et Lugoj pour permettre à la faune, notamment aux ours présents dans la région, de traverser les voies de circulation.
La réalisation de la section Pitești - Sibiu pourrait démarrer en 2017.